# Ernest Meissonier
Jean-Louis-Ernest Meissonier (ur. 21 lutego 1815 w Lyonie, zm. 21 stycznia 1891 w Paryżu) – francuski malarz akademicki, przedstawiciel francuskiego realizmu, batalista, znany głównie z obrazów związanych z wojnami napoleońskimi. Był również ilustratorem, tworzył drzeworyty i litografie, rzeźbił.

## Życiorys
Urodził się w Lyonie w zamożnej rodzinie kupieckiej. W 1818 zamieszkał w Paryżu. Od dziecka wyróżniał się talentem do rysowania. Rodzice nakłonili go do podjęcia studiów chemicznych i chcieli, by został aptekarzem. Meissonier zdecydował się jednak na karierę artystyczną, studiował m.in. u Leona Cognieta. Początkowo zajął się ilustratorstwem, z tego okresu wyniósł zamiłowanie do małych form i miniaturyzacji przedstawień. Na jego twórczość mieli wpływ mistrzowie holenderscy, tacy jak Gerard ter Borch i Philips Wouwerman. Szczególnie upodobał sobie sceny rodzajowe, odznaczał się dbałością o szczegóły i wierność historyczną. Nad obrazami pracował długo (np. Rok 1807 powstawał 10 lat).
Meissonier osiągnął znaczny sukces artystyczny i finansowy, był protegowanym Napoleona III, jego obrazy uzyskiwały wysokie ceny i były kupowane również przez Anglików i Amerykanów. Brał udział w kampanii francuskiej we Włoszech w 1859, w stopniu pułkownika służył w sztabie cesarskim w czasie wojny francusko-pruskiej w 1870. Nie udało mu się zrobić kariery politycznej, bez powodzenia zabiegał o mandat senatora. Zmarł 21 stycznia 1891 w Paryżu.

## Kontrowersje i oceny

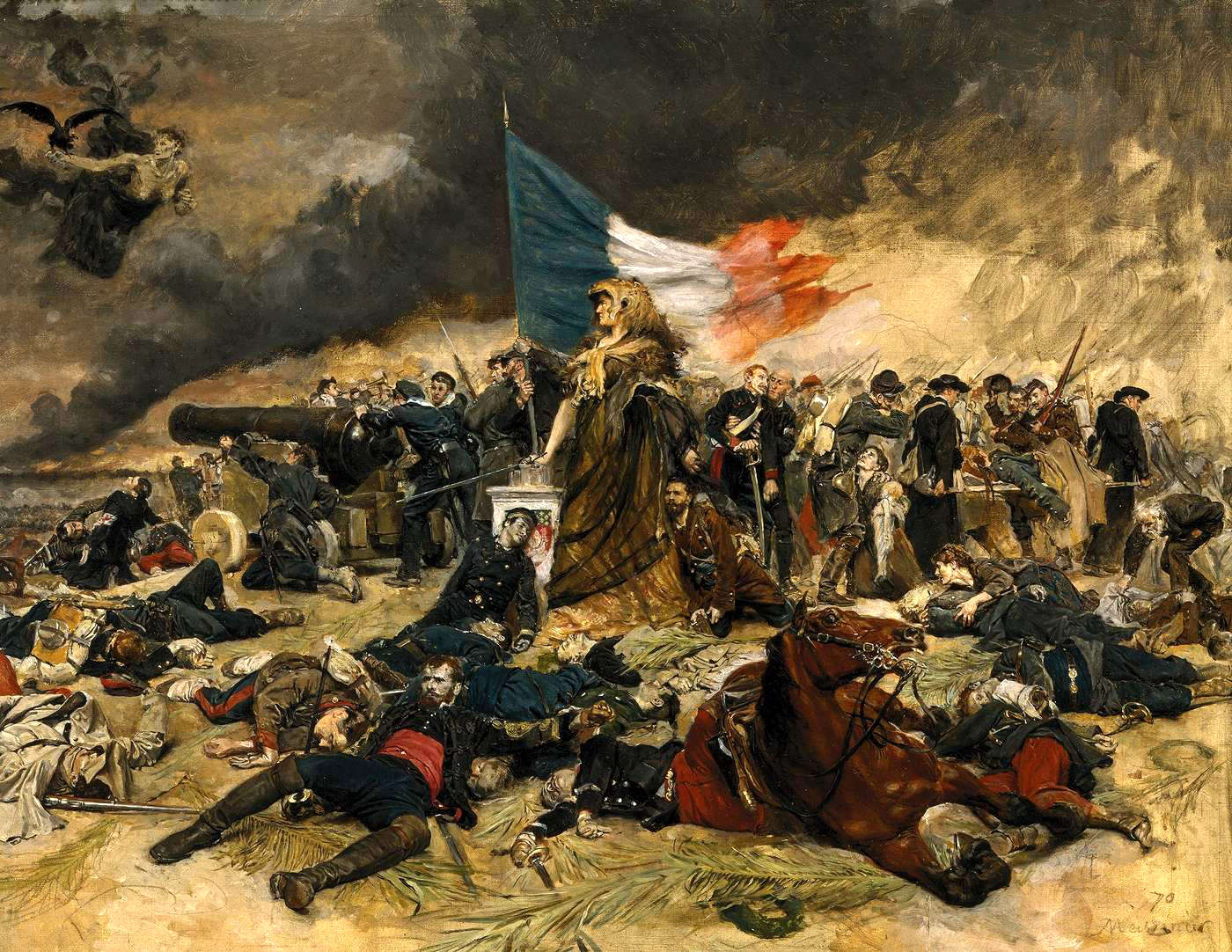
Oblężenie Paryża (1884)

Już za życia malarz był ostro krytykowany, zarzucano mu konserwatyzm i anachroniczny warsztat. Wykpiwano jego niewielkie obrazy, nazywając go malarzem tabakierek. Wytykano służalczość wobec władzy i obojętność na najnowsze trendy w sztuce. Po upadku Komuny Paryskiej Meissonier ostro ją krytykował, zarzucając organizatorom niszczenie pomników historii i burzenie porządku społecznego. Domagał się nawet surowego ukarania malarza Gustava Courbeta za zniszczenie kolumny Napoleona I na placu Vendôme. Wzbudziło to falę niechęci szczególnie ze strony artystów młodego pokolenia.
Pomimo ostrej krytyki, Meissonier wywarł znaczny wpływ na malarstwo przełomu XIX i XX w. Jego najbliższym uczniem i kontynuatorem był Édouard Detaille. Do jego wielbicieli, ku zdziwieniu otoczenia, zaliczał się Salvador Dalí. Wśród polskich artystów inspirował Maksymiliana Gierymskiego, Władysława Bakałowicza i wczesnego Wojciecha Kossaka.

## Ważniejsze prace

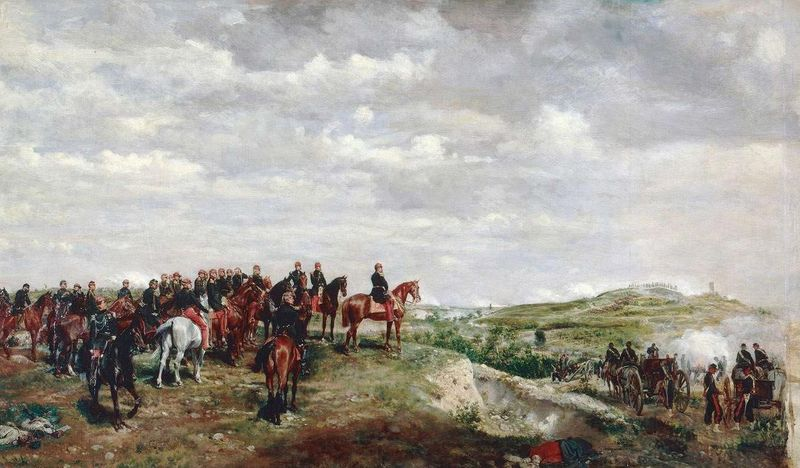
Napoleon III pod Solferino (1863)

- Kampania francuska – 1814, 1864 (Muzeum Orsay, Paryż)
- Napoleon III pod Solferino – 1863 (Luwr, Paryż)
- Rok 1814 – 1863-1873
- Oblężenie Paryża – 1870 (Muzeum Orsay, Paryż)
- 1807, Friedland – 1875 (Metropolitan Museum of Art, Nowy Jork)
- Sekwana w Poissy – 1884 (Philadelphia Museum of Art, Filadelfia)

## Odznaczenia
- Krzyż Wielki Legii Honorowej (29 października 1889, Francja)
- Wielki Oficer Legii Honorowej (12 lipca 1880, Francja)
- Komandor Legii Honorowej (29 czerwca 1867, Francja)
- Oficer Legii Honorowej (1856, Francja)
- Kawaler Legii Honorowej (1846, Francja)